# Onthophagus funestus
Onthophagus funestus là một loài bọ cánh cứng trong họ Bọ hung (Scarabaeidae).